# Линките, Моника
Моника Линките (лит. Monika Linkytė, род. 3 июня 1992, Гаргждай, Клайпедский уезд, Литва) — литовская певица, участница «Новой волны 2014» и конкурса песни «Евровидение» в 2015 в дуэте с Вайдасом Баумилой и 2023 годах сольно.

## Краткая биография
С детства мечтала заниматься танцами. Когда научилась игре на фортепиано, то решила выбрать карьеру певицы. Участвовала во множестве проектов, в 2007 году дебютировала в отборочном конкурсе детского «Евровидения» в Литве. Начиная с 2009 года участвовала во всех отборочных конкурсах Литвы, но победила только в 2014 году с Вайдасом Баумилой и в 2023 году сольно.
На конкурсе песни «Евровидение-2015» года вышла с Вайдасом в финал с песней «This Time». Пара заняла 18-е место.
В 2023 году выиграла литовский отбор с песней «Stay», что позволило ей вновь поехать на «Евровидение», которое прошло в мае в Ливерпуле. Она прошла в финал и, улучшив свой результат, заняла 4-е место в полуфинале и 11-е место в финале.

## Дискография
- 2015 — Walk With Me / Пойдем со мной